# Stara stolnica v Coimbri
Stara stolnica v Coimbri (portugalsko Sé Velha de Coimbra) je romanska rimskokatoliška stavba na Portugalskem. Gradnja Sé Velhe se je začela nekaj časa po bitki pri Ouriqueju (1139), ko se je princ Alfonz Henrik razglasil za kralja Portugalske in Coimbro izbral za prestolnico. V stolnici je pokopan prvi grof Coimbre, Mozarab Sisnando Davides.

## Zgodovina
Coimbra (rimsko mesto Aeminium) je bila sedež škofije od 5. stoletja, potem ko so sosednjo Conimbrigo vdrli in delno uničili Svebi leta 468. Skoraj nič ni znanega o cerkvah, ki so bile pred Sé Velha v Coimbri. Leta 1139, po bitki pri Ouriqueju, se je kralj Alfonz Henrik odločil financirati gradnjo nove stolnice, glede na slabo stanje njene predhodnice. Dokončen zagon projektu je dal škof Miguel Salomão, ki je pomagal pri plačilu del. Leta 1185 je bil kralj Sančo I., drugi portugalski kralj, okronan v novi stolnici, kar kaže na to, da so bila gradbena dela v napredujočem stanju. Osnovna stavba je bila dokončana v prvih desetletjih 13. stoletja, čeprav so križne hodnike začeli graditi šele leta 1218, v času vladavine kralja Alfonza II.
Projekt romanske stolnice pripisujejo mojstru Robertu – morda – francoskemu arhitektu, ki je takrat vodil gradnjo Lizbonske stolnice in je redno obiskoval Coimbro. Dela je nadzoroval mojster Bernard, morda tudi Francoz, ki ga je nasledil mojster Soeiro, arhitekt, dejaven v drugih cerkvah po škofiji Porto.
V 16. stoletju je bilo stolnici veliko dodatkov. Kapele, stene in stebre ladje so prekrili s ploščicami, na severni strani fasade so zgradili monumentalna Porta Especiosa, južno kapelo apside pa prezidali v renesančnem slogu. Osnovna arhitektura in zgradba romanske stavbe je kljub temu ostala nedotaknjena. Leta 1772, nekaj let po tem, ko je jezuite iz Portugalske izgnal markiz Pombal, je bil sedež škofije prenesen iz stare srednjeveške stolnice v manieristično jezuitsko cerkev, ki se je nato imenovala Nova stolnica v Coimbri (Sé Nova de Coimbra).

## Arhitektura
Stolnica v Coimbri je edina od portugalskih romanskih stolnic iz časov rekonkviste, ki je razmeroma nedotaknjena preživela do danes. Stolnice v Portu, Bragi, Lizboni in drugih so bile skozi čas obsežno predelane.

### Zunanjost
Od zunaj je stara stolnica v Coimbri videti kot majhna trdnjava z visokimi nazobčanimi zidovi z nekaj ozkimi okni. Ta grozeč videz je razložen z bojevitimi časi, v katerih je bila zgrajena. Sredi zahodne fasade je stolpasta zgradba s portalom in podobnim zgornjim oknom. Tako portal kot okno sta bogato okrašena z romanskimi motivi z arabskimi in predromanskimi vplivi. Fasada je okrepljena z debelimi oporniki na vogalih, ki kompenzirajo nagnjenost terena (stolnica je bila zgrajena na pobočju hriba).
Severna fasada ima izjemen, čeprav erodiran portal v renesančnem slogu, imenovan Porta Especiosa. Trinadstropni portal je leta 1530 zgradil francoski kipar João de Ruão (Jean iz Rouena). Z vzhodne strani je vidna polkrožna apsida s tremi žarkastimi kapelami; glavna in severna kapela sta še romanski, medtem ko je bila južna kapela prezidana v renesančnem času. Nad transeptom je romanska strešna laterna z nekaj baročnimi detajli.

### Notranjost
Notranjost stolnice je dvoladjska z majhnim transeptom in vzhodno apsido s tremi kapelami. Ladjo pokriva banjast obok, stranske ladje pa križni oboki. Ladja ima nadstropje, prostoren triforij (obokano galerijo), ki je lahko sprejela več mašnikov na tribunah, če je bilo potrebno. Vsi stebri v notranjosti imajo okrašene kapitele, predvsem z rastlinskimi motivi, pa tudi z živalmi in geometrijskimi vzorci. Okna lanterne in veliko okno na zahodni fasadi so glavni viri naravne svetlobe.
Križni hodnik, zgrajen med vladavino Alfonza II. (začetek 13. stoletja), je delo na prehodu med romaniko in gotiko. Vsak od gotskih koničastih lokov, ki gledajo na dvorišče, obsega dva dvojna okrogla loka v romanskem slogu.

## Umetnost

### Kapiteli
Najbolj izjemen vidik romanske dekoracije stare stolnice v Coimbri je veliko število kiparskih kapitelov (okoli 380), zaradi česar je ena najpomembnejših sklopov romanske skulpture na Portugalskem. Glavni motivi so rastlinski in geometrični ter razkrivajo arabske in predromanske vplive, pojavljajo pa se tudi pari štirinožcev (tudi kentavri) ali ptice, ki stojijo drug proti drugemu. Praktično ni človeških upodobitev in svetopisemskih prizorov. Odsotnost izklesanih človeških figur je morda zato, ker so bili številni umetniki, ki so delali v stolnici, mozarabci, tj. kristjani, ki so živeli na arabskih ozemljih in so se v Coimbri naselili v 12. stoletju. Ti umetniki morda niso bili vajeni človeških upodobitev, ki so v islamu prepovedane.

### Grobnice
Iz obdobja gotike (13.–14. stoletje) je več grobnic s položenimi kipi vzdolž stranskih ladij, nekatere zelo erodirane. Najbolj omembe vredna je gospa Vataça Lascaris (ali Betaça), Bizantinka, ki je prišla na Portugalsko v začetku 14. stoletja skupaj z Elizabeto Aragonsko, ki naj bi se poročila s kraljem Denisom I. Njena grobnica nosi simbol Bizantinskega cesarstva: dvoglavi orel.

### 16. stoletje
Na prelomu iz 15. v 16. stoletje je škof Jorge de Almeida sponzoriral veliko okrasno akcijo. Stebre in stene hodnikov so prekrili s ploščicami iz Sevilje, ki nosijo večbarvne geometrijske motive, ki spominjajo na arabsko umetnost. Večina je bila odstranjenih, vendar jih je veliko ostalo, zlasti v steni levo od vhoda v stolnico, pa tudi v številnih kapelah in nagrobnih spomenikih. Drug pomemben dodatek je bila ogromna lesena miza glavne kapele, ki sta jo med letoma 1498 in 1502 izrezljala flamska umetnika Olivier de Gand in Jean d'Ypres. Retabel v razkošnem gotskem slogu ponazarja zgodovino Marije in Kristusa in zavzema ves prostor romanske glavne kapele. Je najboljši primer te vrste v državi. Oltar podpira oltarna miza v romanskem slogu.
Severna kapela (kapela sv. Petra) ima renesančni oltar francoskega kiparja Nicolaua Chanterena (začetek 16. stoletja). Južna kapela apside je bila popolnoma prezidana v visokem renesančnem slogu in vsebuje veličasten retabel z Jezusom in apostoli. Oltar je bil dokončan okoli leta 1566 in je delo João de Ruão (Jean iz Rouena). V 1530-ih je isti umetnik zgradil Porta Especiosa na severni fasadi.
Transept ima lep krstni kamen v gotsko-renesančnem slogu (1520–1540) iz cerkve sv. Janeza Almedinskega (São João de Almedina). Izvirni manuelinski krstni kamen iz stolnice v Coimbri je zdaj v Novi stolnici v Coimbri (nekdanji jezuitski cerkvi v mestu).